# Elderon
Elderon è un villaggio degli Stati Uniti d'America, situato in Wisconsin, nella contea di Marathon.